# NGC 1724
NGC 1724 é um aglomerado aberto na direção da constelação de Auriga. O objeto foi descoberto pelo astrônomo George Rümker em 1864, usando um telescópio refrator com abertura de 4 polegadas. 